# Archer M. Huntington Medal
La Archer M. Huntington Medal della American Numismatic Society è uno dei premi più ambiti per un numismatico.
La Huntington-Medal è assegnata dalla associazione newyorchese in riconoscimento della carriera di un numismatico importante.
Il nome è in onore di Archer M. Huntington.
La medaglia fu progettata nel 1908 da Emil Fuchs in occasione del 50º anniversario della società. La medaglia, in argento, dal 1918 è assegnata annualmente.

## Premiati
- 1918 Edward T. Newell
- 1919 Agnes Baldwin Brett
- 1920 Howland Wood
- 1921 Ioannis N. Svoronos
- 1922 Ernest Babelon
- 1923 George F. Hill
- 1924 Albert R. Frey
- 1925 George MacDonald
- 1926 José Toribio Medina
- 1927 Robert James Eidlitz
- 1928 Eduard von Zambaur
- 1929 Kurt Regling
- 1930 Bauman L. Belden
- 1931 Harrold E. Gillingham
- 1932 Adolph Dieudonné
- 1933 Wilhelm Kubitschek
- 1934 Adrien Blanchet
- 1935 E. Stanley G. Robinson
- 1936 John Allan
- 1937 Sydney P. Noe
- 1938 Harold Mattingly
- 1940 Arthur J. Evans
- 1941 Albert Gallatin
- 1943 Alfred R. Bellinger
- 1944 J. Grafton Milne
- 1945 Alberto F. Pradeau
- 1946 Max Bernhart
- 1947 Richard B. Whitehead
- 1948 John William Ernest Pearce
- 1949 George C. Miles
- 1950 Carol H. V. Sutherland
- 1952 Henri Seyrig
- 1953 Walter Hävernick
- 1954 Charles Theodore Seltman
- 1955 John Walker
- 1956 Jocelyn Toynbee
- 1957 Arthur Suhle
- 1958 Robert I. Nesmith
- 1959 Oscar Ulrich-Bansa
- 1960 Humberto R. Burzio
- 1961 Margaret Thompson
- 1962 Philip Grierson
- 1963 Jean Mazard
- 1964 Michael Grant
- 1965 Andreas Alföldi
- 1966 George Galster
- 1967 Willy Schwabacher
- 1968 Georges Le Rider
- 1969 Emanuela Nohejlová-Prátová
- 1970 Anne S. Robertson
- 1971 Paul Balog
- 1972 Hendrik Enno Van Gelder
- 1973 Christopher E. Blunt
- 1974 Jean Lafaurie
- 1975 Pierre Bastien
- 1976 Kenneth Jenkins
- 1977 Robert A. G. Carson
- 1978 Eric P. Newman
- 1979 Felipe Mateu y Llopis
- 1980 Colin M. Kraay
- 1981 Otto Mørkholm
- 1982 Michael Dolley
- 1983 Herbert A. Cahn
- 1984 Peter Berghaus
- 1985 Leo Mildenberg
- 1986 Paul Naster
- 1987 Parmeshwari Lal Gupta
- 1988 Brita Malmer
- 1989 Patrick Bruun
- 1991 David Michael Metcalf
- 1992 Peter Robert Franke
- 1993 Leandre Villaronga
- 1994 John P. C. Kent
- 1995 Cécile Morrisson
- 1996 Theodore V. Buttrey
- 1997 Ulla Westermark
- 1998 Stanislaw Suchodolski
- 1999 John S. Davenport
- 2000 Maria Radnoti-Alföldi
- 2001 Yaʿaḳov Meshorer
- 2002 Michael H. Crawford
- 2003 Stephen Album
- 2004 Michel Amandry
- 2005 Philip Mossman
- 2006 François de Callataÿ
- 2007 Andrew Burnett
- 2008 Joseph E. Cribb
- 2009 Bernd Kluge
- 2010 Christof Boehringer
- 2011 Richard G. Doty
- 2012 Ioannis Touratsoglou[1]
- 2013 Olivier Picard[1]
- 2014 John W. Adams
- 2015 Arthur A. Houghton
- 2016 Michael Alram
- 2017 Roger Bland
- 2018 John M. Kleeberg
- 2019 Oğuz Tekin
- 2020 Sydney Martin[2]